# 哥德堡和布胡斯省
哥德堡和布胡斯省（瑞典語：Göteborgs och Bohus län）是瑞典西部一個已裁撤的省份，首府位於哥德堡，存在時間為1700年至1997年。省名來自哥德堡城和布胡斯舊省。1998年1月1日，與斯卡拉堡省、艾爾夫斯堡省合併為西約塔蘭省。

## 主要城市
- 哥德堡 Göteborg
- 孔艾爾夫 Kungälv
- 呂瑟希爾 Lysekil
- 馬斯特蘭德Marstrand
- 默恩達爾Mölndal
- 斯特倫斯塔德Strömstad
- 烏德瓦拉 Uddevalla